# Лурье, Леонид Зиновьевич
Леонид Зиновьевич Лурье (11 марта 1918, Аккерман, Бессарабия — 24 августа 1992, Архангельск) — советский инженер, учёный в области деревообрабатывающей промышленности. Доктор технических наук (1980), профессор (1981).
С 1947 года жил в Архангельске. Работал мастером Исакогорского лесокомбината, заместителем начальника, затем начальником отдела на лесозаводах Онеги. В 1953 году окончил Лесотехническую академию имени С. М. Кирова.
С 1958 года работал в Северном научно-исследовательском институте промышленности, затем в Центральном научно-исследовательском институте механической обработки древесины (ЦНИИМОД) в Архангельске. С 1971 года — в Архангельском лесотехническом институте, сначала доцент, с 1981 года — профессор, в 1982—1987 годах — заведующий кафедрой лесопильно-строгальных производств и заместитель декана по научной работе.  

## Семья
- Жена — филолог Майя Моисеевна Лурье  (урождённая Гутман; 1927—1983), кандидат филологических наук, доцент АГПИ им. М. В. Ломоносова.
  - Сыновья — Леонид Лурье (род. 1949); Владимир Лурье (1952—2005).
- Внук — Сергей Леонидович Лурье (род. 1978), кандидат физико-математических наук (2005), специалист в области нанотехнологий, главный эксперт группы информационно-аналитических проектов департамента внешних коммуникаций ГК «Роснанотех».[2][3]

## Монографии
- Браковка, торцовка и сортировка пиломатериалов. М.: Лесная промышленность, 1970.
- Проектирование лесопильно- и деревообрабатывающих предприятий. Л., 1979.
- Основы научных исследований. Ленинградская лесотехническая академия имени С. М. Кирова, 1988.